# Cezar Guerrero
Cezar Guerrero (Huntington Park, California, 14 de julio de 1992) es un jugador de baloncesto estadounidense-mexicano. Con 1,85 metros de altura, actúa en la posición de base.

## Trayectoria
Guerrero fue reclutado en 2011 por la Universidad Estatal de Oklahoma para formar parte de los Cowboys, el equipo de baloncesto de la institución que competía en la Big 12 Conference de la División I de la NCAA. Sin embargo sólo jugó en su temporada de freshman allí, transfiriéndose en el verano de 2012 a la Universidad Estatal de California, Fresno.
Luego de permanecer un año como redshirt, debutó con los Bulldogs en la temporada 2013-14 de la Mountain West Conference. Durante sus tres temporadas en su nuevo equipo, Guerrero tuvo un papel protagónico gracias a la confianza que en él depositó el entrenador Rodney Terry. En su último año como jugador universitario fue seleccionado para integrar la selección de los mejores latinoamericanos de la NCAA junto a Patricio Garino, Michael Carrera y Nehemias Morillo entre otros.
Al no ser escogido por ninguna franquicia en el Draft de la NBA de 2016, el base decidió continuar su carrera como deportista profesional en el país de sus ancestros. Por ello sus primeras experiencias como jugador fueron en la LNBP con Fuerza Regia y en el CIBACOPA con los Caballeros de Culiacán.
En 2017 firmó un contrato con los Correcaminos UAT Victoria, equipo del cual se convertiría en capitán y lo guiaría hasta la instancia de playoffs del campeonato de la máxima categoría del baloncesto profesional mexicano.
En la temporada siguiente fichó con los Libertadores de Querétaro. Al concluir el torneo, regresó a la CIBACOPA como jugador de los Rayos de Hermosillo, escuadra con la que conquistaría el título en disputa.
En octubre de 2019 fue invitado a participar de un campo de entrenamiento de los Texas Legends, pero, al finalizar el mismo, fue desvinculado del equipo. En consecuencia regresó a los Libertadores de Querétaro, donde sólo jugó 6 partidos antes de dejar al club en diciembre de 2019.
El base volvería a la actividad recién en 2021, jugando para los Centauros de Chihuahua de la Liga de Básquetbol Estatal de Chihuahua. Unos meses más tarde participaría en The Basketball Tournament como parte de los Stillwater Stars, un combinado de exjugadores de Oklahoma State. Luego de ello se incorporó a los Dorados de Chihuahua para disputar la temporada 2021 de la LNBP.
Pese a haber manifestado su interés de integrar la selección de baloncesto de México, nunca fue convocado oficialmente para competir con el equipo nacional (aunque si fue parte del combinado de jugadores mexicanos que enfrentó a las figuras de la G League en el Juego de las Estrellas de 2018).
Guerrero forma parte del Ballislife West Coast Squad, un equipo estadounidense de streetball.